# Theophil von Podbielski
Theophil Eugen Anton von Podbielski (né le 17 octobre 1814 à Cöpenick et mort le 31 octobre 1879 à Berlin) est un général de cavalerie prussien, président du Comité général d'artillerie, membre de la Commission de défense de l'État et premier conservateur de l'École combinée d'artillerie et du génie de Berlin.

## Biographie

### Origine
Il est issu de la famille noble Podbielski. Ses parents sont le lieutenant-colonel prussien Anton von Podbielski (1780-1841) et sa femme Johanna Eleonore, née von Falkenhayn (de) (1787-1869).

### Carrière militaire
Podbielski étudie au lycée de Sulechów et à l'académie de chevalerie de Liegnitz. Le 1er mai 1831, il entre au 1er régiment d'uhlans de l'armée prussienne. Il est promu le 9 février 1833 sous-lieutenant après avoir réussi l'examen "avec la plus haute mention". Il a alors à peine 19 ans. De 1836 à 1839, Podbielski est diplômé de l'École générale de guerre. En 1841, il est nommé adjudant du 5e brigade de cavalerie. En 1855 il est nommé major à l'état-major du 3e corps d'armée en tant que major et le 12 janvier 1858, il commande le 12e régiment de hussards. En 1859, il est promu au grade de lieutenant-colonel et en 1861 au grade de colonel, Podbielski reçoit en mars 1863 une promotion simultanée au grade de général de division commandant de la 16e brigade de cavalerie. En décembre 1863, il devient haut quartier-maître du maréchal Frédéric von Wrangel dans l'armée prussienne du Schleswig-Holstein, qui jouera plus tard un rôle dans la guerre des Duchés. Podbielski est resté dans les duchés de l'Elbe (de) en tant que chef d'état-major jusqu'en 1865, date à laquelle il devient général de division et en 1866 directeur du département général de la guerre au ministère de la Guerre.
Pendant la guerre austro-prussienne, Podbielski est quartier-maître général de l'armée et reçoit le 18 septembre 1866 l'Ordre Pour le Mérite. Après la conclusion de la paix, il retourne au département de la guerre, devient lieutenant général en 1867 et rend de grands services dans la réorganisation de l'armée dans la Confédération de l'Allemagne du Nord. Parallèlement, il participe aux travaux du Bundesrat et du Reichstag.
Pendant la guerre franco-prussienne, Podbielski est de nouveau nommé quartier-maître général de l'armée. Ses dépêches du théâtre de guerre ont une valeur historique. Pour ses services dans cette guerre, il reçoit une dotation de 100 000 thalers ainsi que les feuilles de chêne de l'ordre Pour le Mérite. En 1872, Podbielski est nommé inspecteur général de l'artillerie (de) et en 1873 général de cavalerie. Sous la direction de Podbielski, l'artillerie enregistre la séparation de l'artillerie de campagne et de l'artillerie de forteresse (de) ainsi que le réarmement de l'artillerie de campagne.
En 1889, le 5e régiment d'artillerie de campagne reçoit son nom.

### Famille
Podbielski épouse le 28 avril 1843 au manoir de Dallmin (arrondissement de Prignitz-de-l'Ouest (de)) Agnes von Jagow (1823–1887). Le mariage donne naissance à :
- Victor (1844–1916) ministre d'État et lieutenant général marié avec Margarete von Twardowski (1869–1951)
- Agnes (1846–1896) mariée avec Hermann Ludwig von Wartensleben (1826–1921), général de cavalerie prussien
- Olga Elisabeth (1842–1880) mariée avec Hugo von Balluseck (1830–1892), général de division prussien[3]
- Elisabeth (née en 1849) mariée avec Michael von Szymonski (1844–1922), général de division
- Claire (née en 1850)
- Walli Cecilia Thekla (née en 1860)